# Mohamed Fakhri Ismail
Mohamed Fakhri Ismail (ur. 6 marca 1991 w Bandar Seri Begawan) – brunejski lekkoatleta, biegacz, sprinter, uczestnik igrzysk olimpijskich w Rio de Janeiro.

## Kariera

### Mistrzostwa Świata
W 2015 roku brał udział w Mistrzostwach Świata w Pekinie, w pierwszej rundzie dobiegając do mety z czasem 10,73, kwalifikując się do kolejnej rundy, gdzie odpadł z czasem 10,72. 

### Igrzyska olimpijskie
Na czas igrzysk został chorążym reprezentacji narodowej. W konkurencji biegu na 100 metrów w pierwszej rundzie uzyskał kwalifikację z czasem 10,92. W drugiej rundzie zajął 9 pozycję, uzyskując czas 10,95, odpadając z dalszej rywalizacji.